# Pseudopothyne
Pseudopothyne is een kevergeslacht uit de familie van de boktorren (Cerambycidae). De wetenschappelijke naam van het geslacht werd voor het eerst geldig gepubliceerd in 1960 door Breuning.

## Soorten
Pseudopothyne omvat de volgende soorten:
- Pseudopothyne luzonica Breuning, 1960
- Pseudopothyne multivittipennis Breuning, 1980